# Farkas Dávid
Farkaspatyi Farkas Dávid Károly József (Zalaszentmihályfa, Zala vármegye, 1816. december 31. – Zalaegerszeg, 1886. február 24.) zalai földbirtokos, jogász, 1881 és 1886 között a zalaegerszegi kerület országgyűlési képviselője. A farkaspatyi Farkas család utolsó férfi ivadéka.

## Családja és származása
A dunántúli nemesi származású farkaspatyi Farkas család sarja; az ősrégi farkaspatyi Farkas család, már a 16. században viselte az előnevét, amelyet a Vas vármegyei Alsópaty földbirtokuk után vettek fel. Édesapja farkaspatyi Farkas Gábor, kálócfapusztai földbirtokos, hadnagy, édesanyja marosi Nagy Anna (1785–1840) volt. Az anyai nagyszülei marosi Nagy András (1742–1798), táblabíró, földbirtokos és a zalai tekintélyes nemes Sümeghy családból való Sümeghy Judit (1746–1801) asszony voltak; Nagy Andrásné Sümeghy Juditnak az első férje forintosházi Forintos Ádám (1732–1781), táblabíró, földbirtokos volt, és a szülei nemes Sümeghy József, táblabíró, földbirtokos és prosznyákfalvi Prosznyák Éva (1725–1779) voltak. Az apai nagyapja farkaspatyi Farkas György (1741–1801), táblabíró, földbirtokos volt. A farkaspatyi Farkas család Zala vármegyébe került, amikor a 18. század elején farkaspatyi Farkas Gábor feleségül vette a Sidy családból való sidi Sidy Mária kisasszonyt, sidi Sidy Mihály (†1711) egervári vicekapitány és szenterzsébeti Terjék Mária lányát.
Farkas Dávidnak a keresztszülei hertelendi és vindornyalaki Hertelendy Károly (1786–1861), zalai alispán, és neje nedeczei Nedeczky Terézia voltak. Farkas Dávidnak egy fivére és három leánytestvére volt: farkaspatyi Farkas András (1806–1868), az egerszegi járás alszolgabírája; kisjenői és jankópatyi Jankó Zákáriásné farkaspatyi Farkas Terézia (1803–1877); farkaspatyi Farkas Anna (1807–1865), Nunkovics József (1797–1845) házastársa; és farkaspatyi Farkas Judit (1822–1894), kehidai Deák Lajos (1817–1879) királyi testőr felesége.

## Élete
Farkas Dávid az alaptanulmányait Kőszegen, Sopronban végezte. Ott egy ideig leánytestvére és sógora birtokán, Kisjenőn gazdálkodott, majd Szentmihályfára, Boncódfölde mellett költözött, ahol gyermekei születtek, később viszont Zalaegerszegre. Kálócfapusztai birtokán a 18. századi kápolnát megújította, leánya korai halála után birtokainak jövedelméből Zalaegerszegen sokféle jótékonysági alapítványt létesített. 1881-ben a kerület függetlenségi párti országgyűlési képviselőjének választották, mely mandátumot haláláig betöltötte. 1881. október 30-án Farkas Dávid függetlenségi pártit választották meg 218 szótöbbséggel a szabadelvű párti Skubics Lászlót ellenében. Az 1848-as szabadság harc eszmeinek és Kossuth Lajosnak nagy tisztelője volt; 1883-ban, farkaspatyi Farkas Dávid, boldogfai Farkas Ferenc és Ruzsits Károly vármegyei bizottsági tagok indítványt kezdeményeztek Kossuth Lajos kitűnő hazafi érdemei elismeréseül 80 éves jubileuma alkalmából küldendő üdvözlet tárgyában. 1884. június 14-én Zalaegerszegen, Farkas Dávid függetlenségi 1374 szónyi többséggel győzött az antiszemita Tamássy József ellen, aki csak 310 szavazatot kapott.
Személyes érdemei, alapítványai miatt a városban rendkívül nagy tekintélynek örvendett, halála a város gyászának is számított. Kálócfapusztán, Kiskutas mellett, temették el; sírja ma is az ottani kápolna kriptájában van.
Halálával kihalt a farkaspatyi Farkas család.

## Házassága és leszármazottjai
Farkaspatyi Farkas Dávid 1843. október 3.-án Gógánfán feleségül vette nemesócsai és czifferi Fűzik Mária Anna (*Gógánfa, Zala vármegye, 1824. augusztus 9.–†Zalaegerszeg, 1902. március 20.) kisasszonyt, akinek a szülei nemesócsai és czifferi Fűzik Ignác (1790–1855), földbirtokos és hertelendi és vindornyalaki Hertelendy Anna (1797–1829) asszony voltak. Az apai nagyülei nemesócsai és czifferi Fűzik Ferenc (1757–1805), földbirtokos, és bezerédi Bezerédj Katalin (1760–1830) voltak. Az anyai nagyszülei hertelendi és vindornyalaki Hertelendy György (1764–1831), Zala vármegye alispánja, táblabírája, földbirtokos és szentgyörgyi Horváth Anna (1777–1866) voltak. A jólelkű urnő Egerszegen hunyt el ahonnan a pusztakálócfai családi sírboltba szállították végső nyughelyére férje mellé. A házasságából három leánygyermek született, mindegyik korán hunyt el:
- farkaspatyi Farkas Ida Hermina (*Zalaszentmihályfa, 1844. augusztus 8.–†Zalaszentmihályfa, 1845. április 12.)
- farkaspatyi Farkas Irén Terézia (*Zalaszentmihályfa, 1846. június 25.–†Kálócfa, 1862. április 2.)
- farkaspatyi Farkas Terézia Ida Hermina (*Zalaszentmihályfa, 1848. december 1.– †Zalaszentmihályfa, 1849. február 16.)